# Epafras

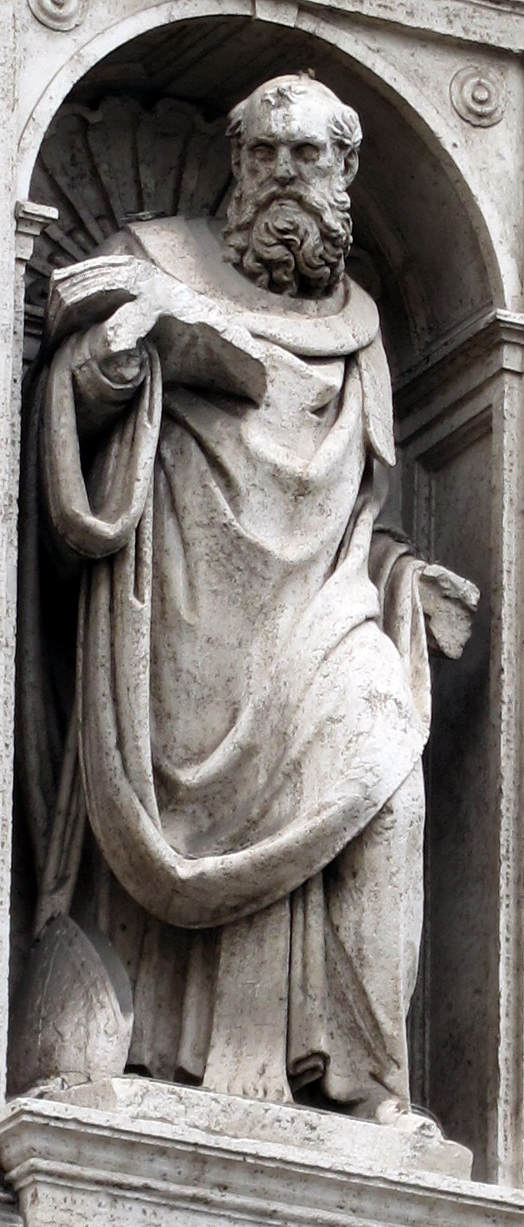
Epafras - beeld op de basiliek van Santa Maria Maggiore (Rome)

Epafras was in het vroege christendom een naaste medewerker van de apostel Paulus die woonde in Kolosse (Kolossenzen 1:7; 4:12). Hij ondersteunde ook de kerken in Laodicea en Hiërapolis (Kolossenzen 4:13) en heeft samen met Paulus gevangen gezeten in Efeze (Filemon 23).
In sommige opsommingen van de zeventig discipelen wordt hij de bisschop van Andriaca genoemd. In andere opsommingen heet deze bisschop Epafroditus en er is wel eens gesuggereerd dat Epafras hier een verkorte vorm van was, maar daar is geen aanwijzing voor.

## Epafras in Nederland
Epafras is in Nederland een organisatie die zich richt op het bezoeken van Nederlandse gevangenen in het buitenland.